# Sebastes miniatus
Sebastes miniatus  es una especie de pez perteneciente a la familia Sebastidae.  Se conoce con diferentes nombres, entre ellos rocote bermejo, pez de roca bermellón, perca bermellón, pargo, bacalao de roca roja, y lonja. Vive en el Océano Pacífico, en la costa oeste de Norteamérica, desde  Baja California hasta la Isla de Vancouver. Se pesca sobre fondos rocosos a una profundidas de entre 30 y 152 metros. 